# Nkwen
Nkwen est un quartier ou village, chef-lieu de la commune de Bamenda III dans le département de la Mezam et la région du Nord-Ouest au Cameroun. Il abrite le siège de la chefferie traditionnelle de 2e degré. 

## Géographie
Le quartier est situé sur la route nationale 11 (axe Bamenda-Ndop) à 6,2 km au nord-est du centre-ville de Bamenda (City Chemist Roundabout). Le quartier de Mile 4 est situé autour de la jonction de la route de Bafut sur la route nationale 11, il abrite le siège de la sous-préfecture (subdivisional office).

## Histoire
Selon la tradition, le groupe ethnique Nkwen fait partie du peuple Bafut originaire du Tikar. Le palais royal se trouvait au village de Futru qui prit le nom de Nkwen lors de la période coloniale.

## Population
Le quartier compte 17 807 habitants lors du recensement de 2005.

## Quartiers
Le groupement de Nkwen compte plusieurs quartiers :
- Alalie
- Atiela
- Atienta
- Bayelle Manda
- Bujong
- Futru I
- Futru II
- Manka
- Mante-Ntente
- Mbefi
- Mbelem
- Mbesoh
- Mbung
- Menjung
- Mubang
- Munka
- Nchang
- Njenefor
- Nketesoh
- Nkwenjang
- Ntasen
- Ntefinki
- Ntilla
- tubah
- Ntatubuh
- Ntahkekah

## Enseignement
Le Lycée technique de Bamenda Nkwen, est un établissement d'enseignement secondaire technique anglophone de premier et second cycle.

## Économie
- Zone industrielle de Bamenda-Nkwen

## Galerie

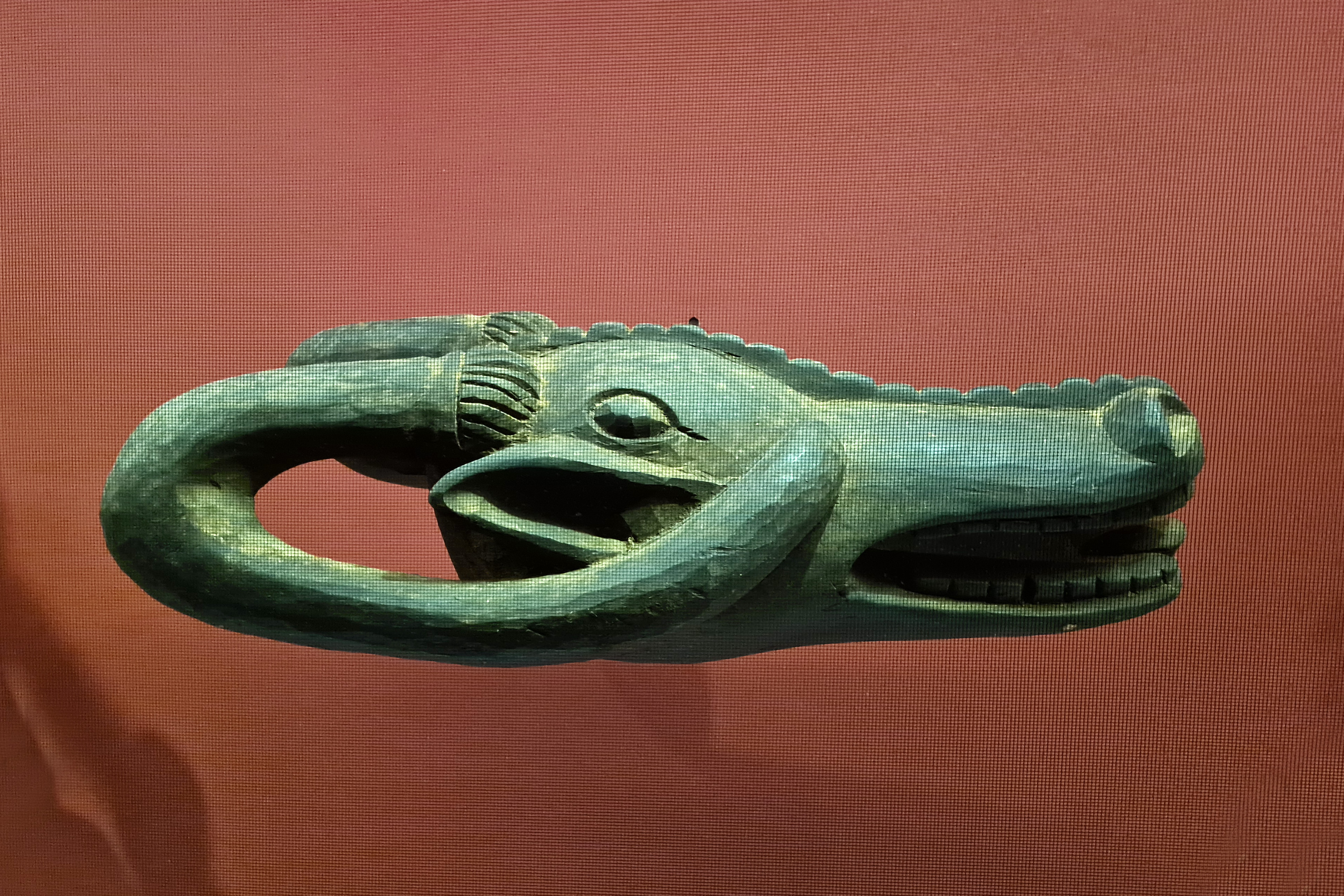
masque cimier buffle
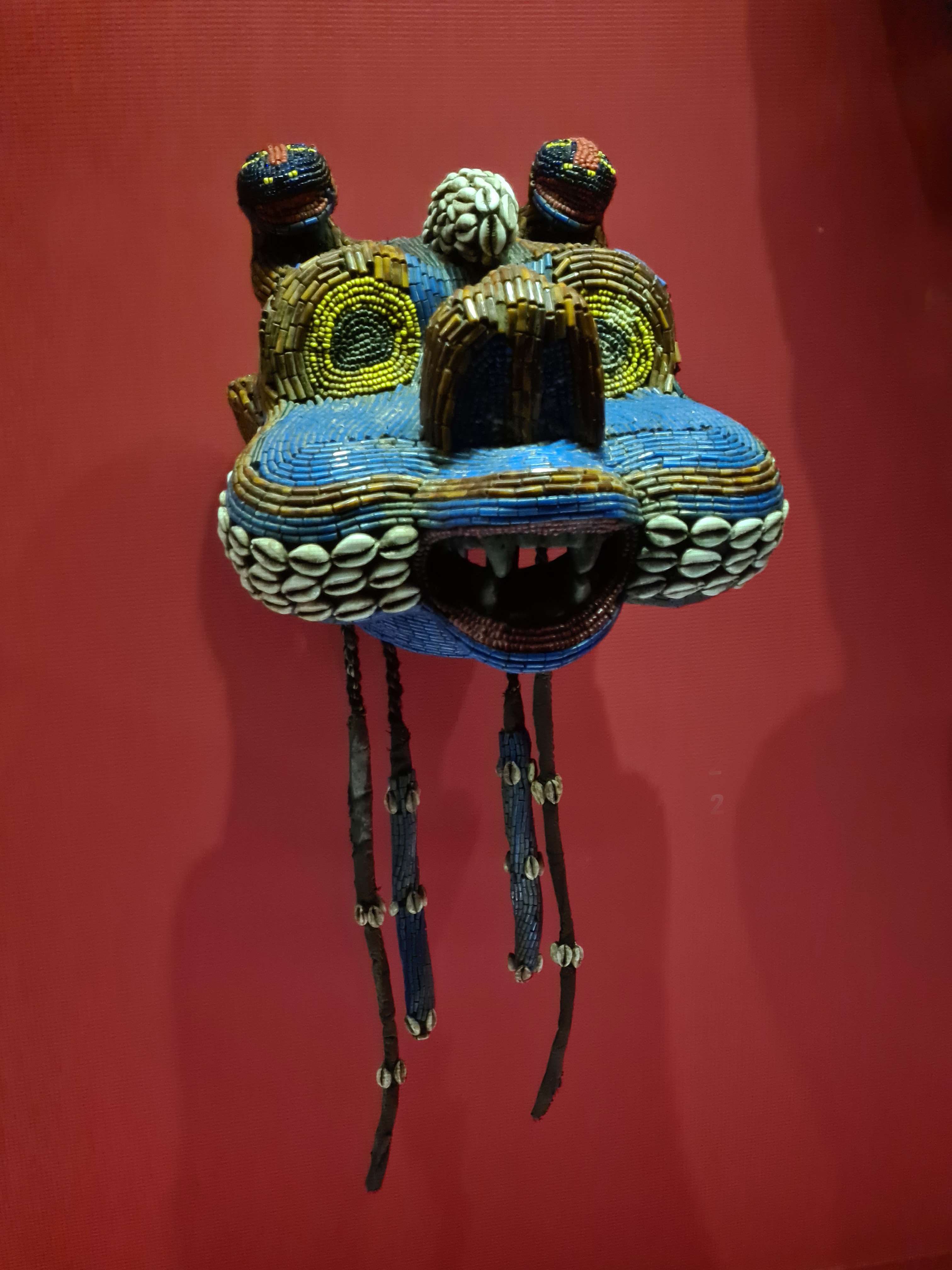
masque cimier perlé
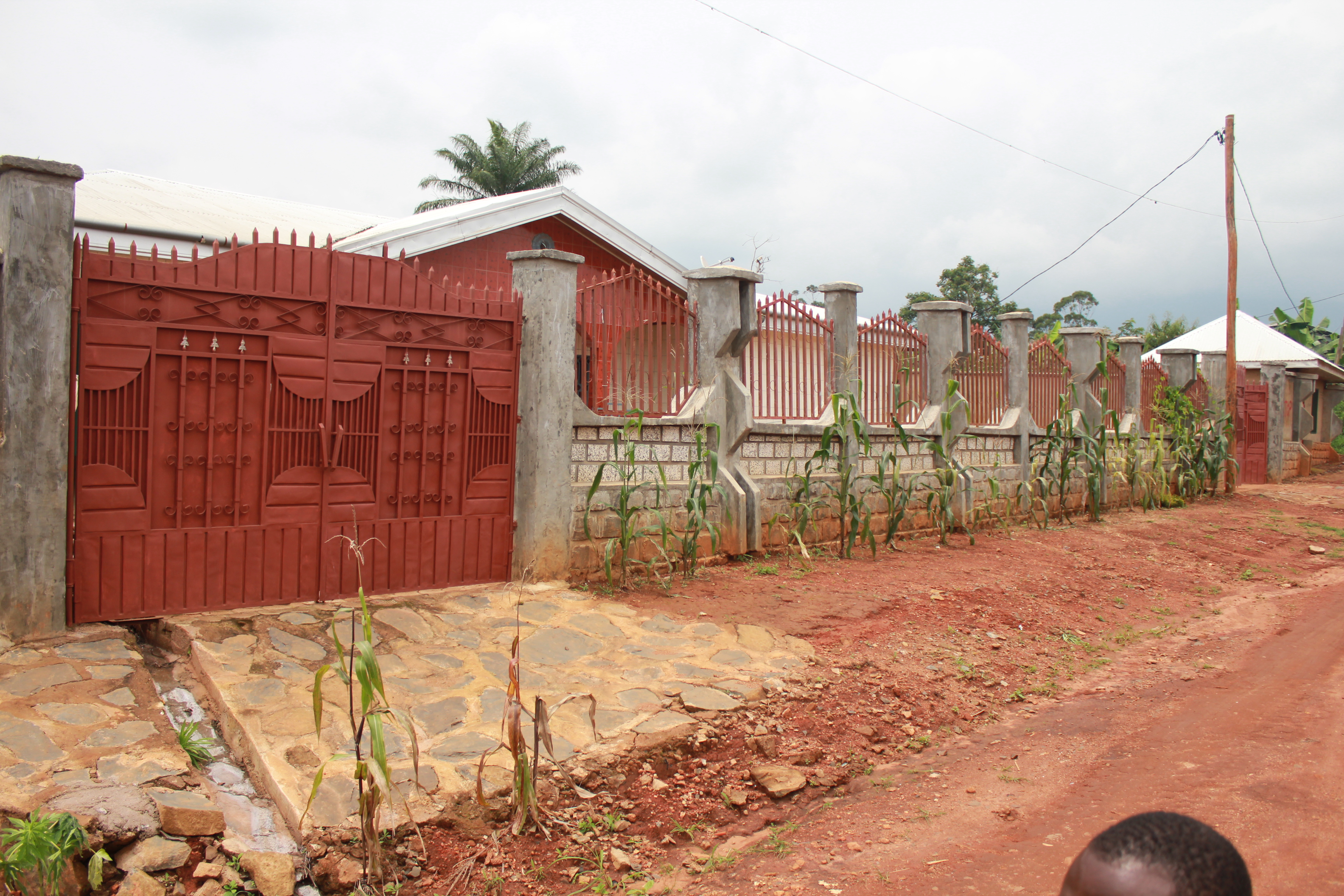
habitation
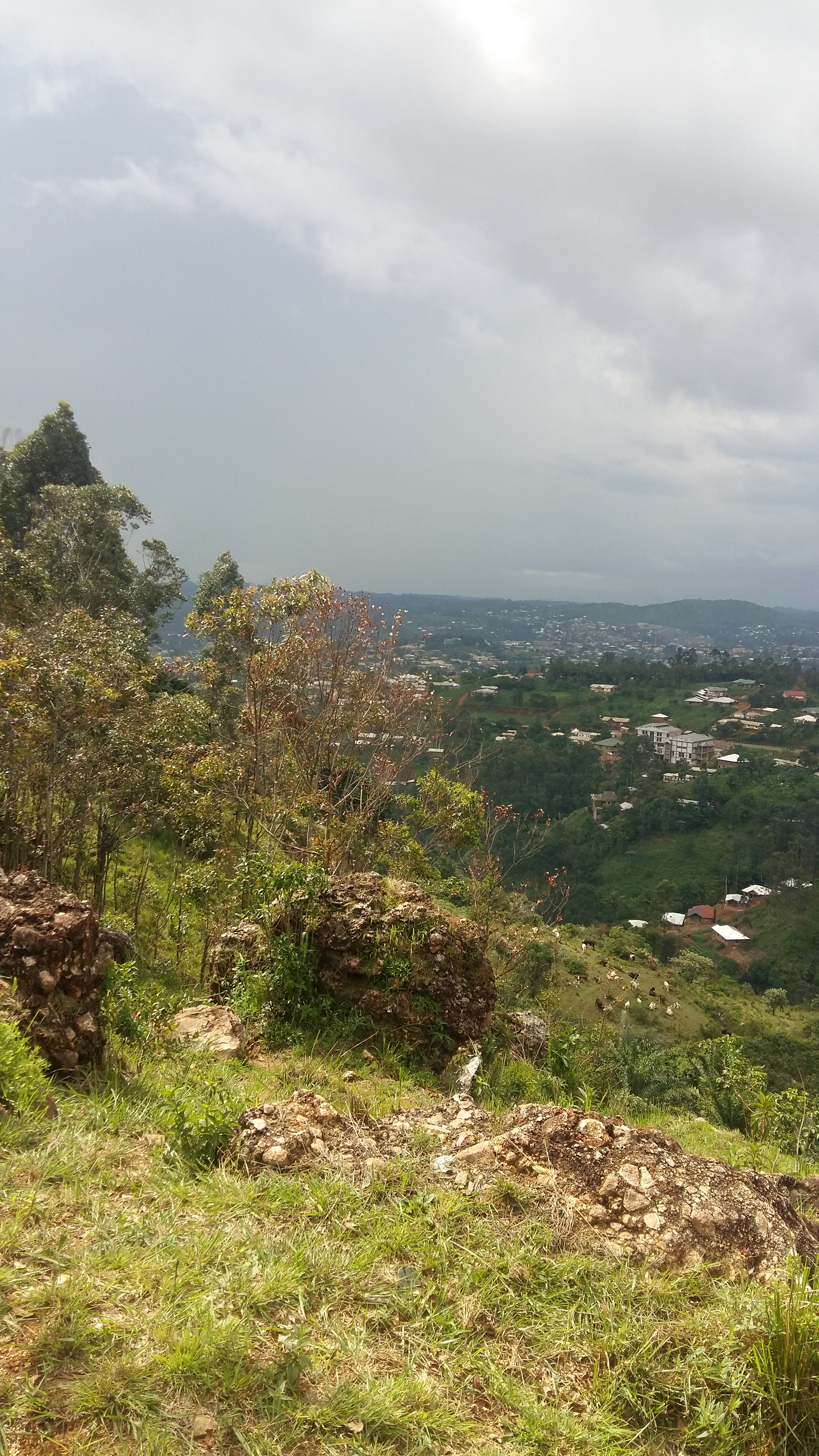
paysage
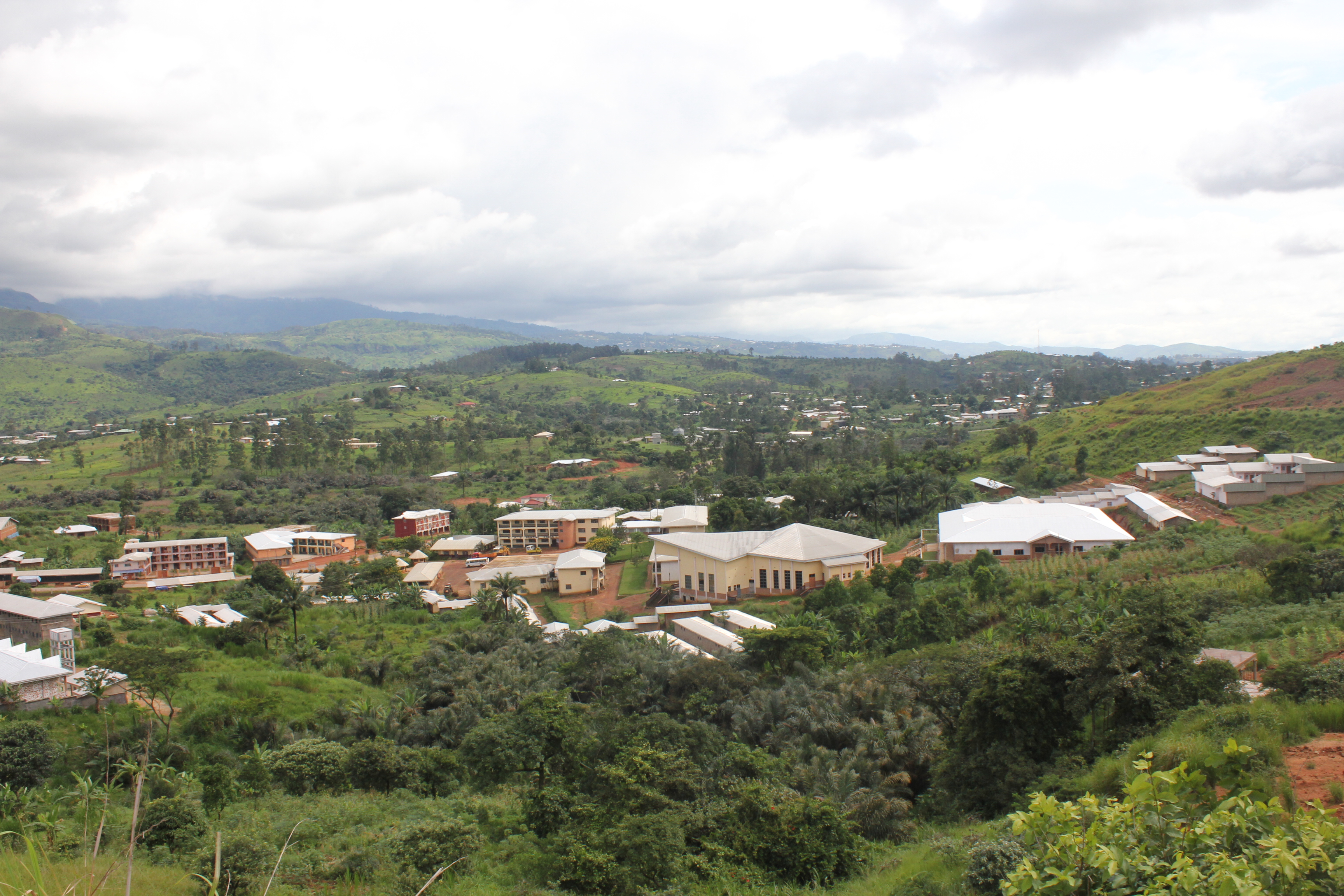
paysage